# Pedro de Rivera y Villalón
Pedro de Rivera y Villalón era un brigadier general en el ejército español, quién fue enviado a Nuevo México en  1724 para estudiar los presidios cerca de Luisiana.

## Biografía
Pedro de Rivera y Villalón nació entre finales del siglo XVII y principios del XVIII. En su juventud,  se unió al ejército español, donde, con el tiempo,  ascendió al rango de general.
Rivera estuvo en Nuevo México por un tiempo. En 1724  fue enviado al norte de Nueva España por el Virrey. Su viaje comenzó el 21 de noviembre de 1724 y terminó el 21 de junio de 1728.   Escribió descripciones de Nayarit, Nueva Vizcaya, Nueva México, Sonora, el Nuevo Reino de Filipinas, y de Coahuila y Nuevo Reino de León. Estudió los presidios que Nueva España tenía en las fronteras con Luisiana, para comprobar si estos eran capaces de proteger la región. Rivera recorrió un espacio muy extenso, formado por más de 13.000 kilómetros. El militar se interesó por la vida de la población, por lo que dejó reflejadas en su diario muchas particularidades de la población texana, como las costumbres locales, la descripción de los nativos americanos y los productos que se cultivaban. También indicó las áreas donde vivía la gente.
En 1727 el ingeniero Francisco Alvarez Barreyto, miembro de su expedición, dibujó arriba de un mapa de las fronteras con Luisiana. Además, Rivera administración política revisada de Melchor  de Mediavilla y Azcona, Capitán del Presidio de Bexar, y fundar varios errores en su administración del presidio. Rivera recomendó al  Virrey para reducir el número de oficiales del presidio, para reducir el precio de los suministros que el garrison necesitados, y para sacar algunos de su equipamiento, porque no todo aquel era en el garrison era necesario. También indique que el Presidio de Nuestra Señora de los Dolores tiene que para ser sacado y el número de personas quién formó el garrison de Nuestra Señora del Pilar era demasiado alto y tendría que ser limitado a único 60 personas. Mediavilla Aceptó las sugerencias de Rivera y estos estuvieron llevados a cabo, a pesar del hecho que el Virrey de España Nueva, Juan de Acuña, había rechazado aprobar su realización. Esto causó disaffection entre Mediavilla y el virrey.
El 5 de marzo de 1731 (y siguiendo el consejo de Rivera), tres misiones fueron rebautizadas en San Antonio: Nuestra Señora de la Purísima Concepción de los Hainai cambió su nombre a Nuestra Señora de la Purísima Concepción de Acuña, San Francisco de los Neches pasó a llamarse San Francisco de la Espada y San José de los Nazones pasó a llamarse San Juan Capistrano. Presidio La Bahía no fue destituido, pero su informe impulsó a considerar el traspaso de tres misiones ubicadas in en el este de las Nuevas Filipinas a San Antonio in 1731.
Rivera salió de Texas el 29 de junio de 1728. Después de su viaje, Rivera pidió que se fortaleciera la economía de Texas. También señaló la necesidad de reprimir a los  Apaches, y reemplazar el presidio La Bahía con uno en el río Medina para controlar dicha tribu.

## Libros publicados
• Pedro de Rivera, Diario y derrotero de lo caminado, Haviendo transitado por los Reinos del Nuevo Toledo, el de la Nueva Galicia, el de la Nueva Vizcaya, el de la Nueva Mexico, el de la Nueva Estremadura, el de las Nuevas Philipinas, el de Nuevo de Leon.  Las Provincias, de Sonora, Ostimuri, Sinaloa, y Guasteca.  Guatemala, Sebastián de Arebalo, impresor, 1736.